# 광주광역시체육회
광주광역시체육회는 광주시민의 체육 생활화를 통한 건강증진과 전문 체육진흥을 위해 국민체육진흥법 제 33조에 근거한 대한체육회의 광주광역시지부로 설립된 단체이며 회장은 광주광역시장이 겸임한다. 염주종합체육관을 비롯한 16개 시설을 관리, 운영 중(직접 운영 10, 경기단체 위탁 6)이며 광주광역시 서구 금화로 278(화정4동 407-8) 염주종합체육관 2층에 위치하고 있다.

## 연혁
- 1986년 11월 1일 광주직할시 승격에 따라 광주직할시체육회로 발족하여 34개 정가맹 경기단체로 조직
- 1992년 2월 28일 사무국을 사무처로 개칭(정가맹 35, 준가맹 3)
- 1995년 1월 1일 광주광역시체육회로 개칭
- 2003년 1월 16일 트라이애슬론 정가맹(정가맹 41, 준가맹 3)
- 2005년 1월 17일 바이애슬론, 컬링 준가맹(정가맹 41, 준가맹 5)
- 2006년 1월 24일 스쿼시 정가맹(정가맹42, 준가맹4)
- 2006년 7월 25일 당구, 공수도, 댄스스포츠 준가맹(정가맹42, 준가맹7)
- 2007년 6월 15일 염주종합체육관 및 빛고을체육관 수탁 관리
- 2009년 1월 1일 무등경기장, 월드컵경기장 수탁 관리
- 2009년 12월 16일 바둑 준가맹(정가맹42, 준가맹8)
- 2010년 1월 27일 산악 정가맹(정가맹43, 준가맹7)
- 2010년 11월 30일 택견연맹 준가맹(정가맹43, 준가맹8)
- 2011년 2월 10일 댄스스포츠, 공수도 정가맹(정가맹45, 준가맹6)

## 조직

### 상임부회장

#### 사무처장
- 경영지원부
  - 총무홍보팀
  - 재무회계팀
  - 안전관리팀
- 시설부
  - 염주팀
  - 월드컵팀
  - 무등팀
  - 진월팀
- 체육진흥부
  - 대회운영팀
  - 체육진흥팀
- 스포츠사업부
  - 스포츠마케팅팀
  - 스포츠사업팀

- 법무감사실
- 스포츠과학연구원

### 지부
- 광산구체육회
- 남구체육회
- 동구체육회
- 북구체육회
- 서구체육회

## 같이 보기
- 대한체육회
- 국민체육진흥공단
- 체육박물관
- 한국체육과학연구원